# Mikhail Petrov
Mikhail Petrov (em búlgaro:  Михаил Петров; 6 de janeiro de 1965, em Gabrovo – 1993) foi um halterofilista búlgaro.
Mikhail Petrov competiu na categoria até 67,5 kg (leve) e foi no campeão europeu em 1985, em que ficou em segundo lugar no total combinado, com 342,5 kg (147,5 no arranque e 195 no arremesso), depois de Andreas Behm, da Alemanha Oriental, com 345 kg (150+195).
Entretanto, ele seria campeão mundial naquele mesmo ano, com 335 kg (145+190).
Em 1986 Petrov repetiu o segundo lugar no Campeonato Europeu, ainda superado por Andreas Behm; dessa vez Petrov levantou 345 kg no total (152,5+192,5), enquanto Behm 347,5 kg (152,5+195).
No Campeonato Mundial de 1986 em Sófia, Petrov foi novamente campeão, com 342,5 kg (155+187,5), a frente de seu compatriota Stefan Topurov, com 337,5 (152,5+185).
Petrov foi campeão europeu em 1987 (347,5 kg), a frente do soviético Israel Militossian (335 kg) e de Joachim Kunz (332,5), da Alemanha Oriental.
E foi outra vez campeão mundial em 1987, com 350 kg.
Mikhail Petrov morreu em 1993, depois de não acordar da anestesia durante uma cirurgia.

## Quadro de resultados
| Ano  | Posição | Competição                            | Classe de peso | Marca                |
| 1985 | 2.      | Campeonato Europeu em Katowice        | –67,5 kg       | 342,5 kg (147,5+195) |
| 1985 | 1.      | Campeonato Mundial em Sodertelje      | –67,5 kg       | 335 kg (145+190)     |
| 1986 | 2.      | Campeonato Europeu em Karl-Marx-Stadt | –67,5 kg       | 345 kg (152,5+192,5) |
| 1986 | 1.      | Campeonato Mundial em Sófia           | –67,5 kg       | 342,5 kg (155+187,5) |
| 1987 | 1.      | Campeonato Europeu em Reims           | –67,5 kg       | 347,5 kg (157,5+190) |
| 1987 | 1.      | Campeonato Mundial em Ostrava         | –67,5 kg       | 350 kg (155+195)     |

Definiu quatro recordes mundiais ao longo de sua carreira, na categoria até 67,5 kg. Em 1987, ele superou a marca no arremesso de seu compatriota Aleksandar Varbanov (200 kg), em 0,5 kg — 200,5 kg. Entretanto, com as reestruturações das categorias de peso em 1993, pela Federação Internacional de Halterofilismo, esta marca não é mais reconhecida.

### Quadro de recordes
| Data       | Disciplina | Marca    | Classe de peso | Lugar   |
| 04.05.1987 | Arranque   | 157,5 kg | –67,5 kg       | Reims   |
| 08.09.1987 | Arremesso  | 200,5 kg | –67,5 kg       | Ostrava |
| 05.12.1987 | Arranque   | 158 kg   | –67,5 kg       | Seul    |
| 05.12.1987 | Total      | 355 kg   | –67,5 kg       | Seul    |